# Махдія
Махдія або Магдія (фінік. , лат. Ruspae, араб. المهدية, фр. Mahdia) — місто на східному узбережжі Тунісу біля мису Африка. Населення — 45,977 тис. жителів (2004).

## Історія

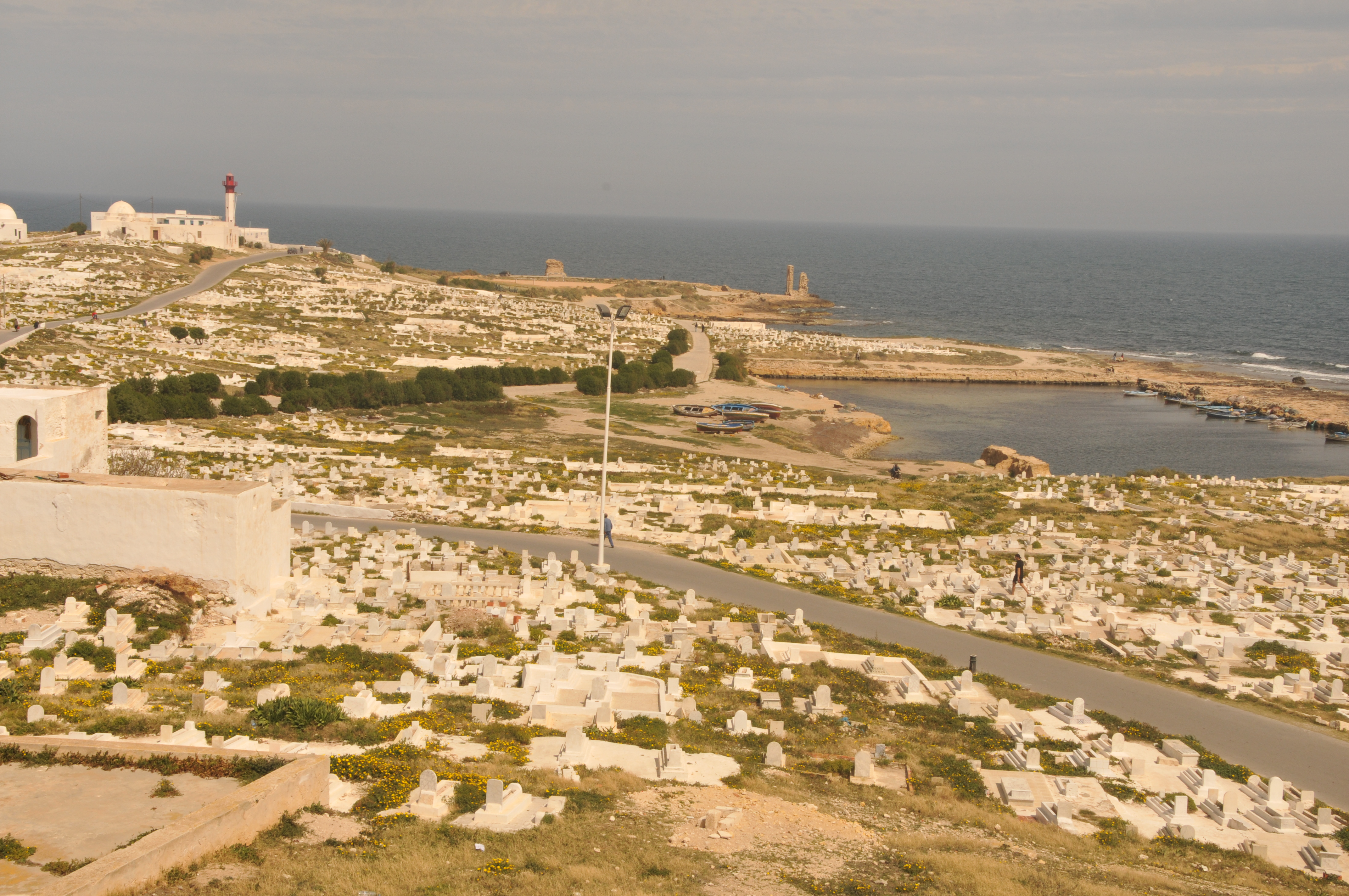
Морський цвинтар і залишки фінікійського порту у Махдії

Місто засноване у VIII ст. до н. е. фінікійцями і отримало назву Гуммі. З утворенням Карфагенської держави увійшло до її складу. Після 146 р. до н. е. стало римським і отримало нову назву — Руспи. З 439 року — під владою Африканського королівства, 534 року відвойоване візантійцями. Араби, які захопили місто 670 року перейменували його на Сбію.
У 916 році засновник династії Фатімідів шиїтський халіф Абдаллах аль-Махді обрав Сбію для будівництва нового міста, яке 921 року стало столицею його держави. Своєю назвою «Махдія» місто також зобов'язане халіфу Абдаллаху — він був оголошений Махді, тобто «Спасителем», покликаним відновити на землі правду і справедливість.
У 944—945 роках місто витримало облогу хариджитів. Після перенесення фатімідським халіфом аль-Муїззом в 973 році своєї столиці до новозаснованого Каїра, як свою резиденцію Махдію використовувала династія Зірідів, що правила Іфрикією як намісники Фатімідів.
В 1087 році об'єднаний пізансько-генуезький флот, за фінансової і політичної підтримки Матильди Тосканської і папи римського Віктора III здійснив напад на Махдію, який розглядався як каральна операція у відповідь на дії берберських піратів, які за правління зірідського еміру Іфрикії Тамім ібн аль-Муїзза, що правив Махдією в 1062—1108 рр., використовували Махдію як свою морську базу. Місто було захоплене і пограбоване. Емір Тамім заплатив італійцям величезний викуп за повернення міста. Кошти, отримані внаслідок нападу на Махдію були використані пізанцями для завершення спорудження кафедрального собору у Пізі.
У 1148 році місто захопив флот норманського Сицилійського королівства на чолі з адміралом Георгієм Антиохійським. Берберська династія Альмохадів відбила його у нормандців у 1160 році.

З утвердженням династії Хафсідів і перенесенням з 1230-х років столиці Іфрикії до Тунісу, Махдія занепала і перетворилася на одну з головних баз берберських піратів. 1390 року місто взяло в облогу об'єднане військо французів і генуезців під час Берберського хрестового походу, але Махдія вистояла й у підсумку відкупилась від хрестоносців.

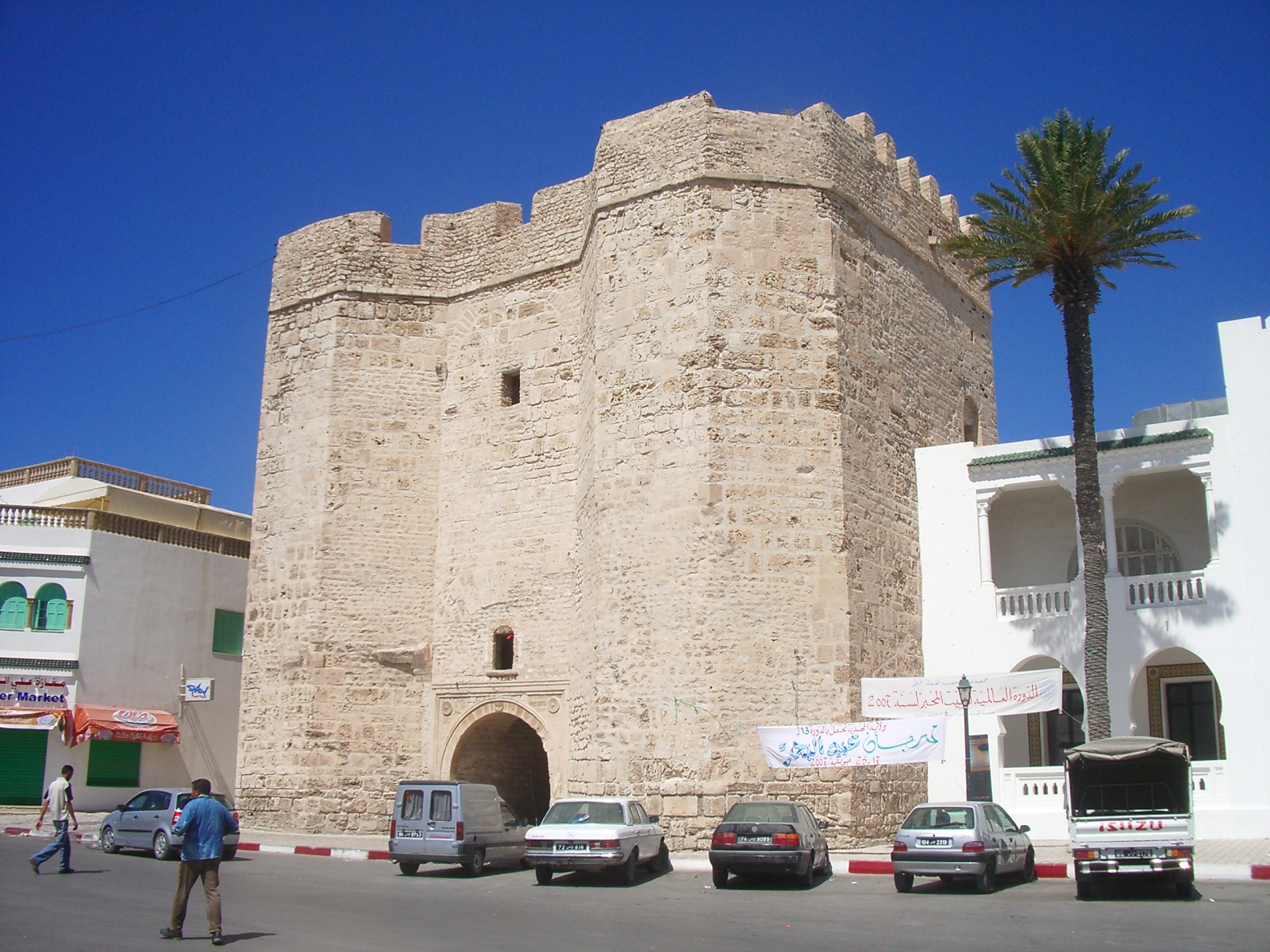
Вхідні ворота Махдії, один з небагатьох збережених елементів середньовічних фортифікацій Махдії

На початку 1546 була Махдія була захоплена османським корсаром Тургут-реїсом, який став використовувати її як базу для організації нападів на лицарів-госпітальєрів на Мальті. З метою вибити Тургут-реїса з Махдії, в 1550 році в місто був направлений потужний іспанський флот на чолі з адміралом Андреа Доріа, який за допомогою ордену Госпітальєрів захопив Махдію. Іспанський гарнізон залишався в Махдії до 1553 року. Карл V запропонував розпорядження містом госпітальєрам (Ордену Святого Іоанна), який на той час вже правив Мальтою, але орден відмовився, оскільки вважав витрати на утримання міста занадто великими. Тоді імператор наказав віцекоролю Сицилії Хуану де Везі зруйнувати укріплення Махдії та залишити місто, попри те, що воно було стратегічно важливою фортецею. Завдання знесення міських стін виконував Ернандо де Акунья. Незабаром після полишення міста іспанцями, Махдію знову зайняли османи, але після зруйнування могутніх укріплень, місто втратило своє військове, логістичне та комерційне значення і продовжувало жити рибальством.
З 1881 року — в складі французького протекторату, з 1956 — незалежного Тунісу.

## Міста-побратими
1. — Авейру, Португалія (1989)[6]

## Персоналії
- Аль-Муїзз (932—975) — фатімідський халіф у 953—975 роках
- Аль-Азіз Біллах (955—996) — фатімідський халіф у 975—996 роках.